# 유소 (조위)
유소(劉劭, ? - ?)는 중국 후한 ~ 삼국 시대 조위의 관료로, 자는 공재(孔才)이며 광평군 한단현(邯鄲縣) 사람이다. 전한 조경숙왕의 아들 음성사후의 11세손이다.

## 생애
건안(建安) 연간(196년 ~ 220년)에 계리(計吏)로 발탁되었으며, 상서령(尙書令) 순욱(荀彧)의 휘하에 들어갔다. 태사령(太史令)이 원단(元旦)에 일식이 일어날 것을 상주하였고, 이에 조정에서는 회의를 예정대로 진행할 것인지에 대해 논의하였다. 유소는 《예기(禮記)》의 선례를 들어 회의를 진행해야 한다고 주장하였고, 순욱은 그의 말을 옳게 여겼다. 어사대부(御史大夫) 치려(郗慮)는 유소를 초빙하였지만, 치려는 면직이 되어 유소를 발탁하지 못하였다. 이후, 유소는 태자사인(太子舍人) · 비서랑(秘書郞)에 임명되었다.
황초(黃初) 연간(220년 ~ 226년)에 상서랑(尙書郞) · 산기시랑(散騎侍郞)이 되었고, 《오경(五經)》을 정리하여 《황람(皇覽)》을 편찬하였다. 조예(曹叡)가 즉위한 후 진류태수(陳留太守)가 되었으며, 다시 기도위(騎都尉)로 전임되어 《율령론(律令論)》을 완성하였다. 이후, 산기상시(散騎常侍)를 제수받았다.
이후, 오나라의 황제 손권(孫權)이 요동(遼東)의 공손연(公孫淵)에게 사자를 파견해 그에게 연왕(燕王)의 작위를 제공하자, 조정에서는 공손연을 토벌할지의 여부로 회의를 열었다. 유소는 공손연의 아버지인 공손강(公孫康)의 공적을 언급하면서 그가 위나라를 배신하지 않을 것이라 하였고, 공손연은 손권의 사자를 처형하고 그 목을 위나라로 보냈다.
유소는 부(賦)를 짓는 데 능통하여, 《조도부(趙都賦)》를 짓자, 조예가 이를 칭찬했다. 조예는 다른 부를 짓도록 했고, 유소는 조예가 궁을 새로 짓고 사치로운 생활을 하는 것을 비판하는 내용을 담은 《허도부(許都賦)》와 《낙도부(洛都賦)》를 지었다.
그 뒤, 손권이 군사를 일으켜 합비(合肥)를 공격하자, 정동장군(征東將軍) 만총(滿寵)은 오군을 격파하기 위해 휴가중인 병사를 소집하면서 중앙에 군사의 증원을 요청하였다. 이에 유소는 조예에게 우선 보병 5000명과 기병 3000명을 파견하면서 병력이 많은 것처럼 위장한 뒤, 적의 양도(糧道)를 끊어버리면 오군이 철군할 것이라고 자문하였고, 그렇게 하자 오군은 퇴각하였다.
이후, 조정에서 산기시랑(散騎侍郎) 하후혜(夏候惠)에게 좋은 인재를 추천할 것을 명하자, 하후혜는 유소를 황제의 측근으로 추천했다.
경초(景初) 연간(237년 ~ 239년)에 조예가 백관들의 근무평정(勤務評定)이 정해지지 않은 것을 염려하자, 유소는 조예의 조서를 받고 《군관고과(郡官考課)》 72편을 완성하였으며, 《설략(說略)》 1편을 편찬하여 상주하였다. 또한 의례의 제정과 음악을 이용하여 세시 풍속을 고치기 위해 《악론(樂論)》 14편을 완성하여 상주하려 하였으나, 그 이전에 조예는 붕어(崩御)하였다.
정시(正始) 연간(240년 ~ 249년)에 학문을 연구한 공적으로 관내후(關內侯)에 봉해졌고, 숨을 거둔 이후 광록훈(光祿勳)에 추증되었으며, 아들 유림(劉琳)이 뒤를 이었다. 저서로는 앞서 소개한 것 이외에 《법론(法論)》, 《인물지(人物志)》등 100여 편이 있다.

## 같이 보기
- 삼국지 인물 목록